# サイバーセキュリティ統括官
サイバーセキュリティ統括官（サイバーセキュリティとうかつかん、英語: Director-General for Cybersecurity）は、総務省の内部部局のひとつ。本省局長級の単官型の統括官である。総務省組織令において、1人を置くとされている。
サイバーセキュリティ対策として、2017年に政策統括官を情報通信担当から情報セキュリティ担当に変更させ、サイバーセキュリティ課及び参事官（行政情報セキュリティ担当）を新設した。翌年、さらなる推進体制の強化を行うため、サイバーセキュリティ統括官を新設し、その下に3人の参事官を設置した。

## 沿革
- 2017年（平成29年） - 政策統括官の所掌を「情報通信担当」から「情報セキュリティ担当」に変更[3]。
- 2018年（平成30年） - 政策統括官（情報セキュリティ担当）を廃止し、サイバーセキュリティ統括官を新設する[4]。

## 組織
- サイバーセキュリティ統括官
  - 官房サイバーセキュリティ・情報化審議官[5]
    - 参事官（総括担当）[6][7]

## 所掌事務
1. 情報の電磁的流通におけるサイバーセキュリティ（サイバーセキュリティ基本法（平成二十六年法律第百四号）第二条に規定するサイバーセキュリティをいう。第三号及び第十八条第四項において同じ。）の確保に関すること[8]。
2. 情報の電磁的流通における個人情報の保護に関すること。
3. 総務省の所掌事務に関するサイバーセキュリティの確保に関する事務の総括に関すること。

## 歴代統括官

### 現職
| 氏名     | 出身省庁 | 前職           | 就任年月日               |
| -------- | -------- | -------------- | ------------------------ |
| 山内智生 | 郵政省   | 大臣官房審議官 | 2022年（令和4年）6月28日 |

### 過去
| 氏名     | 出身省庁 | 前職                   | 在任期間                                             | 後職             |
| -------- | -------- | ---------------------- | ---------------------------------------------------- | ---------------- |
| 谷脇康彦 | 郵政省   | 情報通信国際戦略局長   | 2017年（平成29年）7月11日 -2018年（平成30年）7月20日 | 総合通信基盤局長 |
| 竹内芳明 | 郵政省   | 総合通信基盤局電波部長 | 2018年（平成30年）7月20日 -2020年（令和2年）7月20日  | 総合通信基盤局長 |
| 田原康生 | 郵政省   | 総合通信基盤局電波部長 | 2020年（令和2年）7月20日- 2021年（令和3年）7月1日    | 国際戦略局長     |
| 巻口英司 | 郵政省   | 国際戦略局長           | 2021年（令和3年）7月1日 - 2022年（令和4年）6月28日   | 辞職             |